# Khat (coiffe)
Pour les articles homonymes, voir Khat.

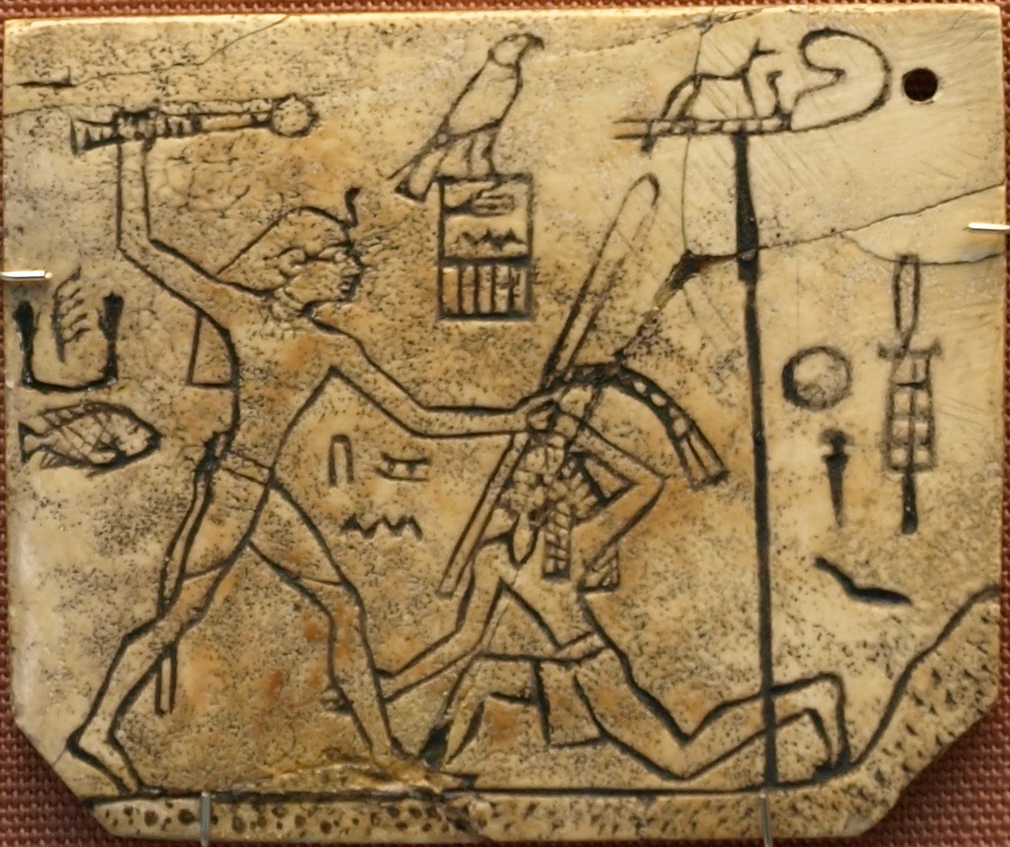
Étiquette de jarre en ivoire représentant le pharaon Den, coiffé du Khat et massacrant des ennemis.

Le Khat est une coiffe portée par les membres de la noblesse de l'Égypte antique. Plus simple que le Némès, dont elle est un composant, elle n'a ni pli ni bande, et pend ouverte à l'arrière.
Le Khat date au moins du règne du roi Den (Ire dynastie, vers 3000 avant notre ère). Sur une tablette d'ivoire trouvée à Abydos, Den est représenté vêtu du Khat et brandissant une massue.
Il en a été trouvé lors de fouilles archéologiques, confectionnées en lin.